# Kurt Schneider
Kurt Schneider (Crailsheim, 7 gennaio 1887 – Heidelberg, 27 ottobre 1967) è stato uno psichiatra tedesco, noto soprattutto per i suoi scritti sulla diagnosi e la comprensione della schizofrenia, nonché dei disturbi della personalità allora noti come personalità psicopatiche.

## Biografia
Schneider nacque a Crailsheim, nel Württemberg, nel 1887. Studiò Medicina prima a Berlino, poi a Tubinga, laureandosi con una tesi sulla psicopatologia della "Psicosi di Korsakoff" seguito dallo psichiatra Robert Gaupp. Iniziò la sua formazione psichiatrica a Colonia, interrotta dalla prima guerra mondiale, nella quale prestò servizio sul fronte occidentale.
Nel 1919 finalmente si specializzò in Psichiatria con una tesi sulle personalità, andando a studiare alcune prostitute "registrate", delineando 12 tipi di personalità diverse. Suo relatore fu Gustav Aschaffenburg
Successivamente, Schneider venne influenzato e guidato da Max Scheler, professore di filosofia e uno dei cofondatori del movimento fenomenologico in filosofia. Scheler fu supervisore di Schneider per il suo addottoramento in Filosofia nel 1921. Schneider applicò ai suoi studi clinici la teoria delle emozioni di Scheler e questa teoria fu oggetto delle sue prime importanti pubblicazioni (Contributi psicopatologici alla fenomenologia psicologica dell'Amore e dell'Empatia).
Il 27 febbraio 1927 si sposò a Colonia con Hedwig von Recklinghausen, ed il 14 gennaio 1928 nacque la sua prima figlia, Johanna. Nel 1931 divenne direttore dell'Istituto tedesco di ricerca psichiatrica a Monaco, fondato da Emil Kraepelin.
Disgustato dall'ondata crescente di eugenetica psichiatrica sostenuta dal partito nazista, Schneider lasciò l'istituto, ma prestò comunque servizio come medico per le forze armate tedesche durante la seconda guerra mondiale. Infatti prese parte al fronte contro la Russia e la Francia come medico di stato maggiore e consulente psichiatra della Wehrmacht. Ciononostante continuò ad avere influenza sul dipartimento psichiatrico dell'ospedale di Schwabing a Monaco, da lui precedentemente diretto. Infatti, in opposizione ai tentativi delle autorità di convertire questo dipartimento a scopi bellici nell'ambito di "misure economiche pianificate nei sanatori e nelle case di cura", Schneider cercò di mantenere il suo vecchio dipartimento e di proteggerne così i pazienti. Poco prima della fine della guerra partecipò il salvataggio della dottoressa ebrea Magdalena Schwarz. Non è chiaro se Schneider conoscesse personalmente il medico o se abbia agito su richiesta di un intermediario. È certo che la ospitò in un padiglione femminile chiuso e la salvò così dalla deportazione.
Nel 1945, poco dopo la fine della guerra, ricevette una chiamata da Heidelberg, in quanto gli accademici che non presero parte alle politiche eugenetiche naziste furono incaricati nella ricostruzione delle istituzioni mediche tedesche, successivamente nel 1946, gli fu assegnata la cattedra di psichiatria e neurologia.
In realtà la posizione distanziata ma silenziosa di Kurt Schneider rispetto al nazismo fu comunque oggetto di controversie, non avendo egli fatto grosse manifestazioni ne per promuovere il ritorno dei docenti allontanati dal regime, ne per portare alla luce la verità sulle stragi dei pazienti psichiatrici durante il regime
Dal 1951 assunse anche la carica di preside della facoltà di medicina dell'Università di Heidelberg e vi rimase fino al suo pensionamento nel 1955. Insieme a Karl Jaspers, fu una delle figure fondative e più importanti della scuola di psichiatria di Heidelberg.
Kurt Schneider morì il 27 Ottobre 1967 ad Heidelberg.

## Contributi alla psichiatria
Schneider si preoccupò notevolmente di migliorare il metodo di diagnosi in psichiatria. Ha contribuito alle procedure diagnostiche e alla definizione dei disturbi nei seguenti ambiti della psichiatria:

### Disturbi dell'umore
Schneider ha coniato i termini di depressione endogena, derivati dall'uso dell'aggettivo da parte di Emil Kraepelin per evidenziarne l'origine biologica, e depressione reattiva, più comunemente osservata nei pazienti ambulatoriali ( in "Stratificazione della vita emotiva e struttura degli stati depressivi" del 1920).

### Schizofrenia
Come Karl Jaspers, Schneider sosteneva particolarmente le diagnosi basate sulla forma del pensiero, piuttosto che sulla entità di un segno o di un sintomo. Ad esempio, sosteneva che un delirio non dovrebbe essere diagnosticato dal contenuto della convinzione, ma dal modo in cui viene sostenuta.
Si occupò anche di differenziare la schizofrenia da altre forme di psicosi, elencando i sintomi psicotici che sono particolarmente caratteristici della schizofrenia. Questi sono diventati noti come sintomi di primo ordine di Schneider o semplicemente sintomi di primo ordine.

#### First-Rank symptoms della schizofrenia
- Allucinazione uditiva
  - Allucinazioni uditive che assumono la forma di una o più voci che ripetono ad alta voce i pensieri del soggetto.
  - Allucinazioni uditive discutendo l'argomento o discutendo su di essi e riferendosi ad essi in terza persona.
  - Allucinazioni uditive che parlano dei pensieri del paziente mentre si verificano o prima.
  - Allucinazioni uditive commentanti o denigratorie sul comportamento del soggetto.
- L'esperienza dell'intrusione di idee o pensieri insoliti nella mente del soggetto come risultato dell'azione di qualche agente esterno ( inserimento del pensiero ).
- L'esperienza che il pensiero del soggetto non è più confinato nella sua mente ma è condiviso o accessibile ad altre persone ( trasmissione del pensiero ).
- L'esperienza di essere privato del pensiero a seguito della rimozione dei pensieri del soggetto dalla mente da parte di qualche persona o influenza (ritiro del pensiero ).
- L'esperienza che azioni, sensazioni, movimenti corporei, emozioni o processi mentali sono generati da un agente esterno che prende il sopravvento sulla volontà del soggetto (esperienze di passività).
- Deliri primari: convinzioni che nascono improvvisamente "a cielo sereno" da una percezione normale che sembrerebbe banale e non correlata ad altre ma che tuttavia genera un'incrollabile convinzione delirante.[11]
- Percezione delirante: la convinzione che una percezione normale abbia un significato o un significato speciale.[12]

L'affidabilità e la sensibilità dell'utilizzo dei sintomi di primo grado per la diagnosi di schizofrenia è stata successivamente messa in discussione, sebbene i termini vengano ancora utilizzati da professionisti della salute mentale come ausili nella descrizione clinica.
Gli individui con disturbo dissociativo dell'identità infatti sperimenterebbero sintomi di primo grado più spesso rispetto ai pazienti con schizofrenia sebbene i pazienti con DDI non presentino i sintomi negativi della schizofrenia e normalmente non confondano le allucinazioni con la realtà. La differenziazione tra disturbo dissociativo dell'identità e disturbi psicotici non viene effettuata elencando i sintomi di primo grado poiché queste condizioni hanno una considerevole sovrapposizione, ma presentano un quadro clinico generale e un approccio terapeutico diversi.

### Personalità psicopatiche
Nel 1923 pubblicò l'influente "Le Personalità Psicopatiche", in parte sviluppato a partire dal suo precedente lavoro del 1921 "La personalità e il destino delle prostitute registrate" in cui delineava 12 tipi di personalità.
"Le Personalità Psicopatiche" ha un valore storico perché riassume tutta la ricerca tedesca della prima metà del Novecento in materia: un corpus enorme di studi che illustrano quanto le problematiche teoretiche e cliniche che oggi discutiamo su altre basi fossero già presenti, articolate e dettagliatamente affrontate dagli psichiatri tedeschi della prima metà del ’900. Vi troviamo infatti riassunte dottrine a noi colpevolmente ignote come il “Sistema della degenerazione” di Koch, le teorie tipologiche non sistematiche di Kraepelin, Reichardt, Bleuler, Bumke, Gruhle, quelle tipologiche sistematiche di Gruhle e Tramer, le teorie tipologiche dei livelli di Homburger, Kahn, J.H. Schultz, la tipologia delle reazioni di Kretschmer e Ewald, infine la nota tipologia costituzionale di Kretschmer e la caratterologia pluridimensionale di Heinze.
Scrive che le “personalità psicopatiche” sono “quelle personalità anormali che soffrono della loro anormalità, o della cui anormalità soffre la società”. Erich Wulff commentò criticamente che l'apertura di questa definizione consente "a chiunque diventi socialmente evidente in una situazione di crisi di essere classificato come una personalità anormale".
Si ritiene che il lavoro di Schneider a questo riguardo abbia influenzato tutte le future tipologie descrittive, comprese le attuali classificazioni dei disturbi di personalità nel DSM-V e nell'ICD-11. Tuttavia, si ritiene che Schneider non sia riuscito esattamente nel suo tentativo di cercare di produrre un sistema diagnostico non giudicante e privo di valori. In effetti, la mescolanza dei piani medico e morale da parte di Schneider è stata descritta come l'aspetto più degno di nota di quest'opera, aspetto certamente basato anche sulla teoria del "criminale nato" di Cesare Lombroso, ridefinita poi da Emil Kraepelin in termini psichiatrici come "difetto morale". È stato ritenuto notevole il fatto che Schneider abbia criticato Kraepelin per aver basato le loro diagnosi di personalità su giudizi morali, finendo tuttavia per farlo lui stesso. Ad esempio, Schneider ammise che il suo criterio di "sofferenza della società" fosse un criterio "totalmente soggettivo" e " teleologico " per definire le personalità psicopatiche.
Tuttavia, Schneider cercò di porre le diagnosi di psicopatia su una base moralmente neutrale e scientifica. Definì la personalità anormale come una deviazione statistica dalla norma, vagamente concettualizzata. Pensava che le persone molto creative o intelligenti avessero personalità anormali per definizione, ma definiva la personalità psicopatica come colui che soffriva della loro personalità anormale o causavano sofferenza alla società a causa di essa. Non le considerava malattie mentali in quanto tali, aggiungendo così una divisione, contrariamente ad esempio a Eugen Bleuler, tra psicotici e quelli considerati psicopatici . Rimase comunque abbastanza soggetto a controversie il fatto che considerasse in certa misura le psicopatie "innate" e congenite e non malattie curabili, in quanto tale concetto poté essere strumentalizzato dal Nazismo per le politiche di eugenetica.
La tipizzazione non sistematica di Schneider era basata sulle sue opinioni cliniche. Propose dunque 10 personalità psicopatiche: quelle che mostrano umore/attività anormali; la personalità insicura sensibile e la personalità anancastica insicura (alla deriva, inetto); fanatica; autoaffermativa; emotivamente instabile; esplosiva; Gemütlose; Haltlose e astenico.
Schneider svolse un ruolo chiave nello sviluppo del concetto stesso di psicopatia, usato in senso lato per indicare il disturbo della personalità oppure più specificamente la connotazione del disturbo di personalità psicopatico Gemütlose all'interno del disturbo antisociale della personalità, che Karl Birnbaum chiamava psicopatia "amorale".

## Pubblicazioni
Schneider ha scritto e pubblicato numerosi libri e articoli, tra cui, di particolare significatività:
- 1912: Beitrag zur Psychopathologie der Korsakowschen Psychose, con R.Gaupp
- 1919:Studien über Persönlichkeit und Schicksal eingeschriebener Prostituierter, con G. Aschaffenburg
- 1920: Die Schichtung des emotionalen Lebens und der Aufbau der Depressionszustände ("La stratificazione della vita emotiva e la struttura degli stati depressivi") - noto come una delle prime applicazioni della filosofia fenomenologica alla psichiatria
- 1921: Pathopsychologische Beiträge zur psychologischen Phänomenologie von Liebe und Mitfühlen, con Max Scheler
- 1922: Versuch über die Arten der Verständlichkeit (sul concetto di comprensibilità jaspersiana)
- 1923: Die Psychopathischen Persönlichkeiten (Le personalità psicopatiche) - ebbe nove edizioni.
- 1939: Psychischer Befund und psychiatrische Diagnose ("First Rank Symptoms") - cerca di delineare i criteri diagnostici per la schizofrenia, attraverso la definizione di sintomi patognomonici. L’opera ebbe un successo abbastanza tardivo, molti anni dopo, soprattutto a causa della Seconda Guerra Mondiale.[21]
- 1946: Klinische Psychopathologie ("Psicopatologia Generale") fu certamente la sua pubblicazione più significativa